# Heinrich Otten
Heinrich Otten (* 27. Dezember 1913 in Freiburg im Breisgau; † 8. April 2012 in Marburg) war ein deutscher Hethitologe.

## Leben und Werdegang
Otten wurde als Sohn des Kaufmanns Heinrich Otten in Freiburg geboren. Seine schulische Ausbildung während der Weimarer Republik erhielt er in Freiburg, Bonn, Amsterdam und Berlin, wo er im Jahr 1933 sein Abitur erwarb.
Er studierte von 1933 bis 1939 in Berlin Altorientalistik und Indogermanistik beim Assyriologen Bruno Meissner sowie beim Hethitologen Hans Ehelolf und wurde 1939 promoviert. Nach Kriegsdienst und Gefangenschaft 1940 bis 1947 war er von 1947 bis 1958 wissenschaftlicher Mitarbeiter, später Abteilungsleiter an der Deutschen Akademie der Wissenschaften in Berlin. 1950 wurde er an der Humboldt-Universität für Hethitologie habilitiert, von 1953 bis 1958 lehrte er dort als Professor. Seit dem Wintersemester 1958/59 hatte er einen Lehrauftrag an der Universität Marburg für Altorientalische Sprachen und Kulturen, zum 24. September 1959 wurde er dort ordentlicher Professor für Orientalistik, 1964 Direktor des Altorientalischen Seminars.
Ottens Forschungsgebiet war die Sprache und Kultur der Hethiter. Von 1936 bis 1939 nahm er als Philologe drei Mal zur Lesung der Keilschrifttexte an den Grabungen in Boğazköy-Ḫattuša teil, welche er im Jahr 1952 unter der Leitung Kurt Bittels wieder aufnahm. Er edierte umfangreiche Ausgrabungsberichte und Keilschrifteditionen.
Sein Wirken wurde vielfach geehrt, seit 1958 war er Mitglied der Mainzer Akademie der Wissenschaften und der Literatur, 1979 bis 1985 war er deren Präsident. 1969 wurde er Mitglied des Deutschen Archäologischen Instituts, 1972 Korrespondierendes Mitglied der Österreichischen Akademie der Wissenschaften. Er war seit 1991 Korrespondierendes Mitglied der British Academy.